# Rhizomnium magnifolium
Rhizomnium magnifolium là một loài Rêu trong họ Mniaceae. Loài này được (Horik.) T.J. Kop. mô tả khoa học đầu tiên năm 1973.

## Hình ảnh

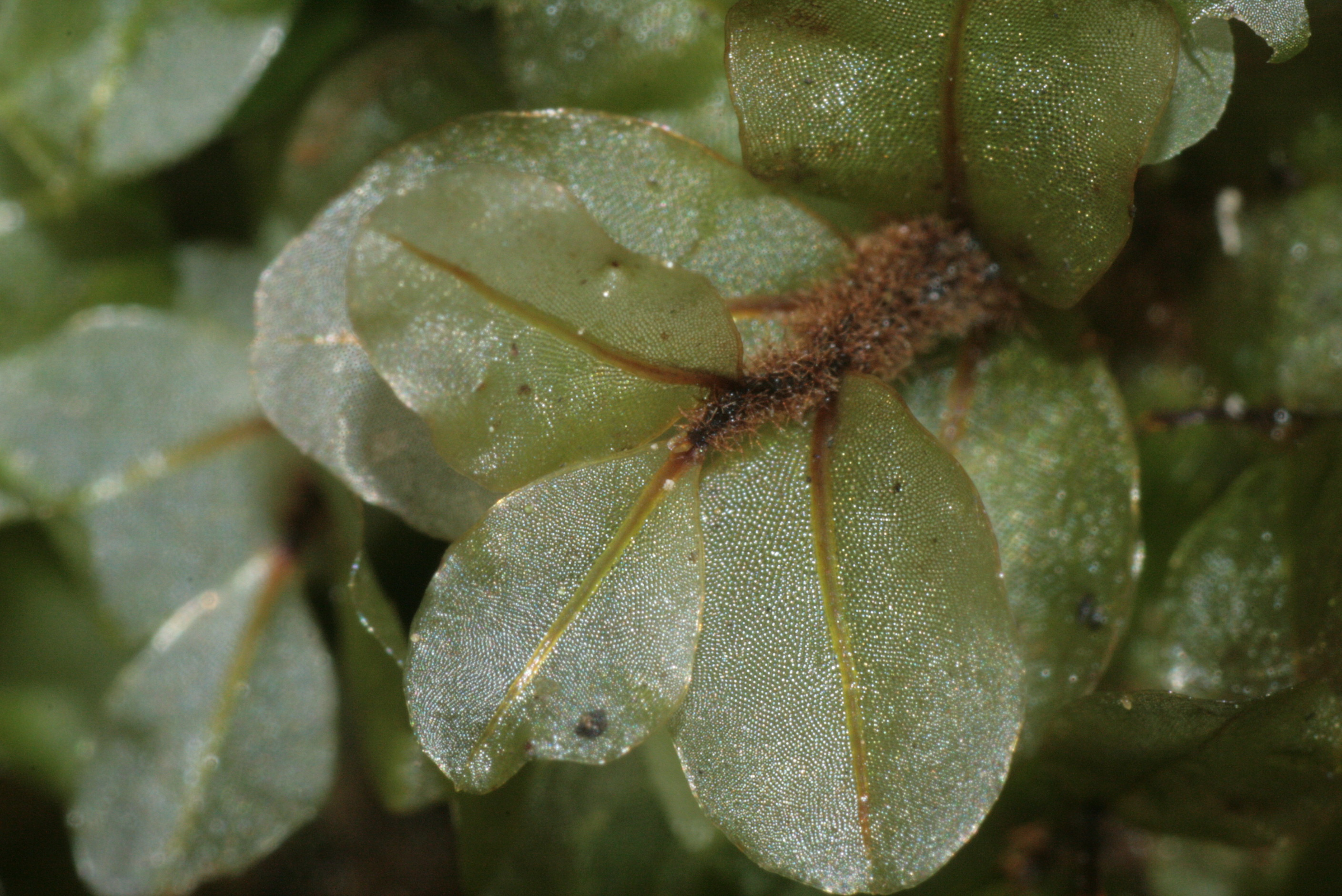
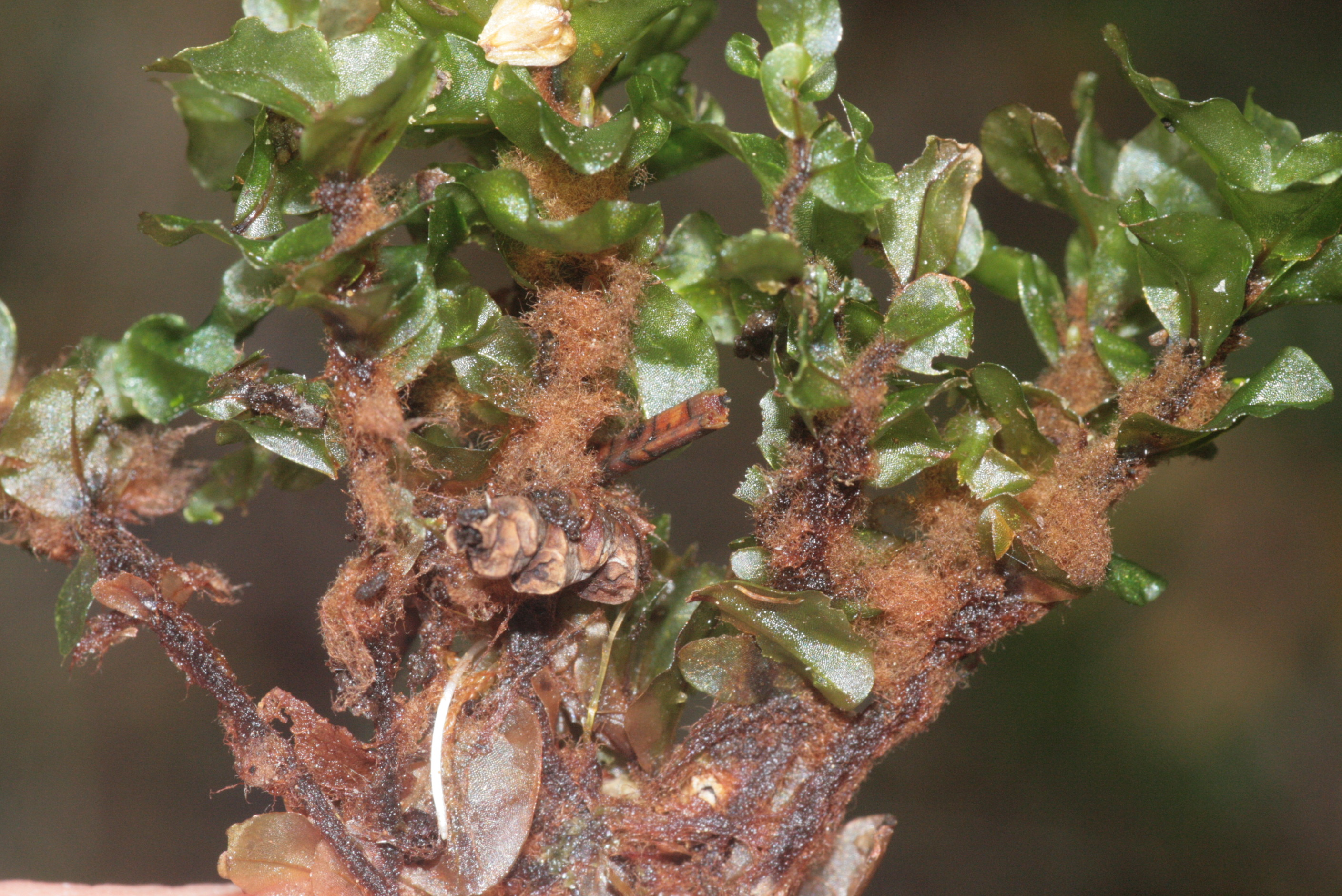
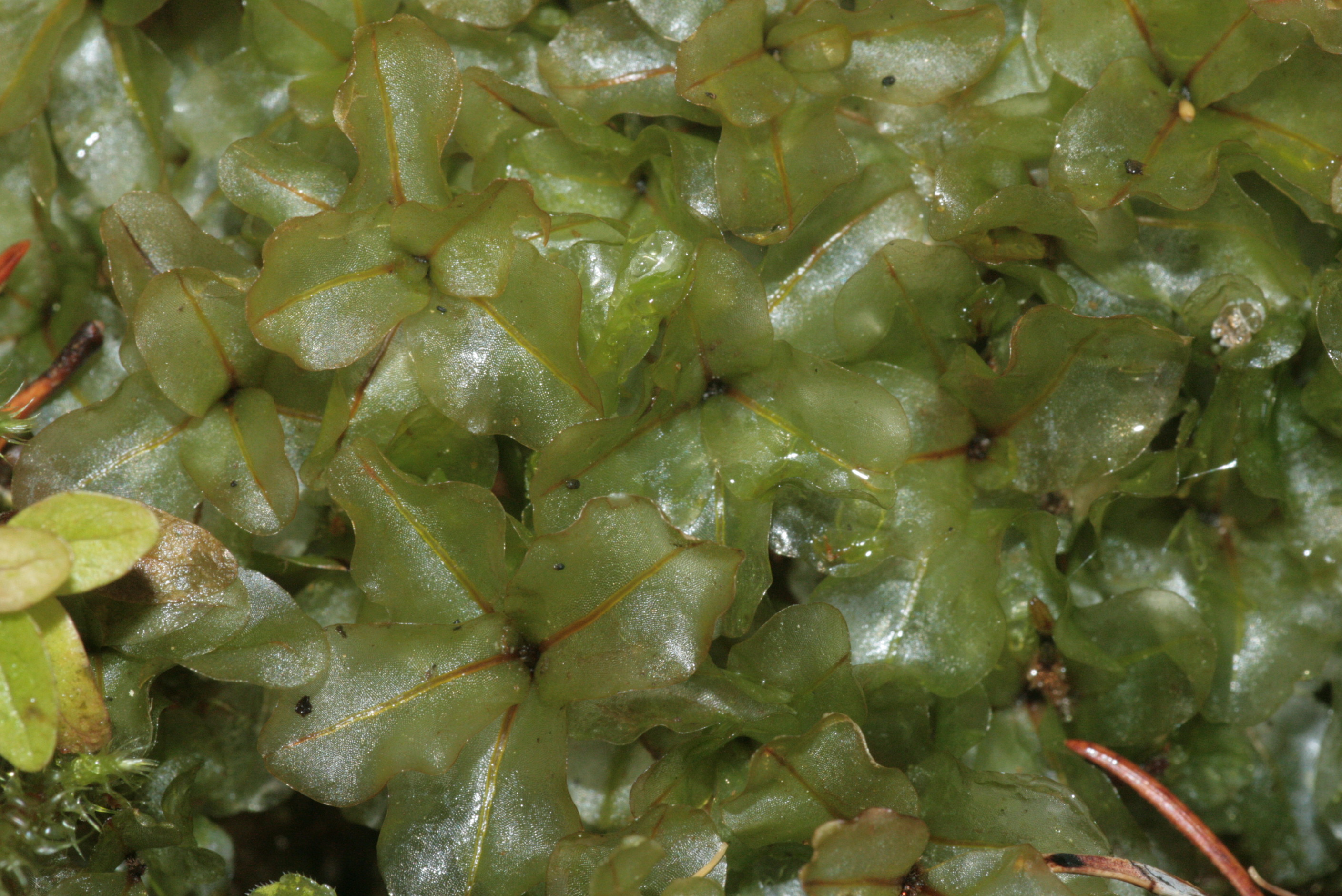
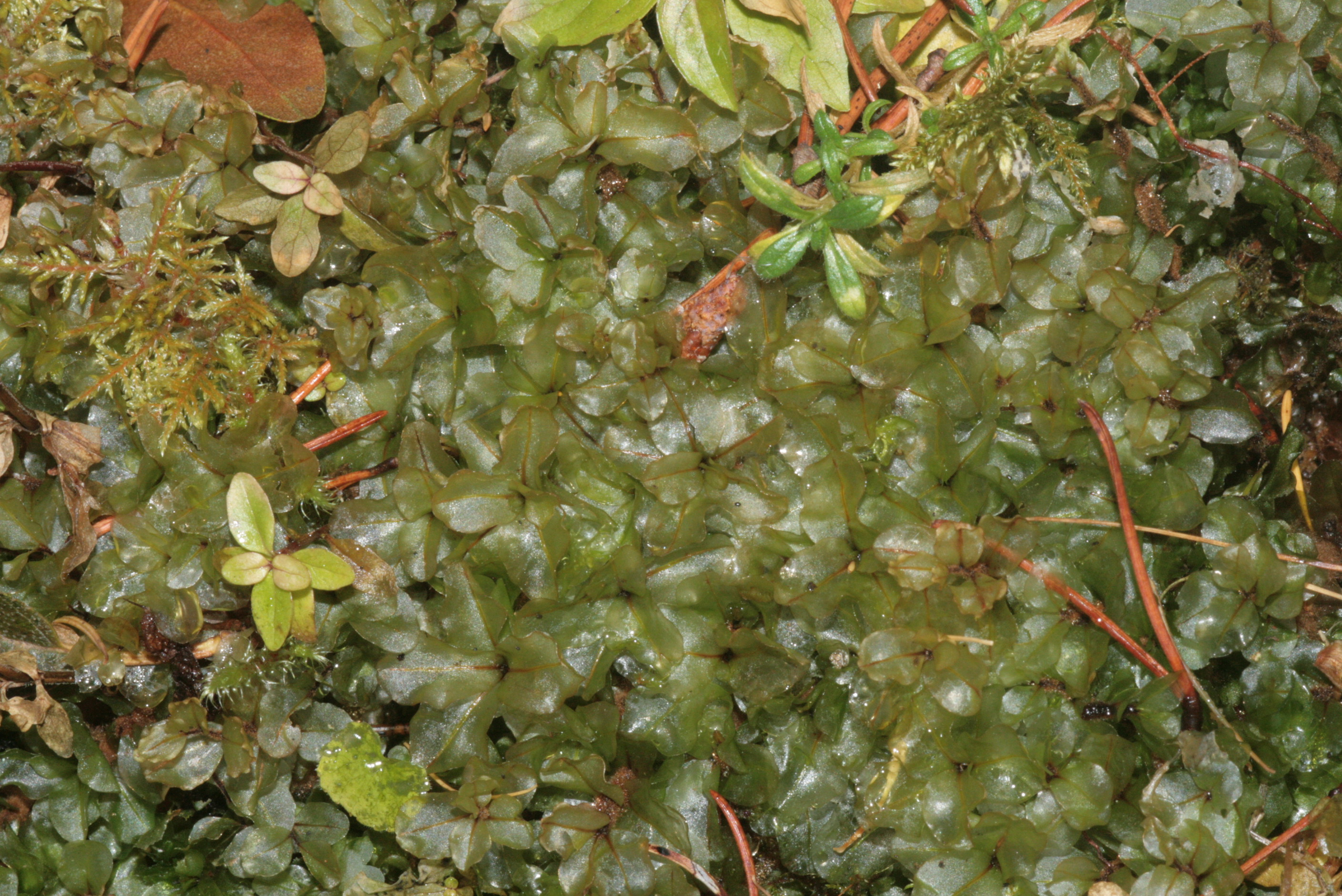